# Ilves-Kissat

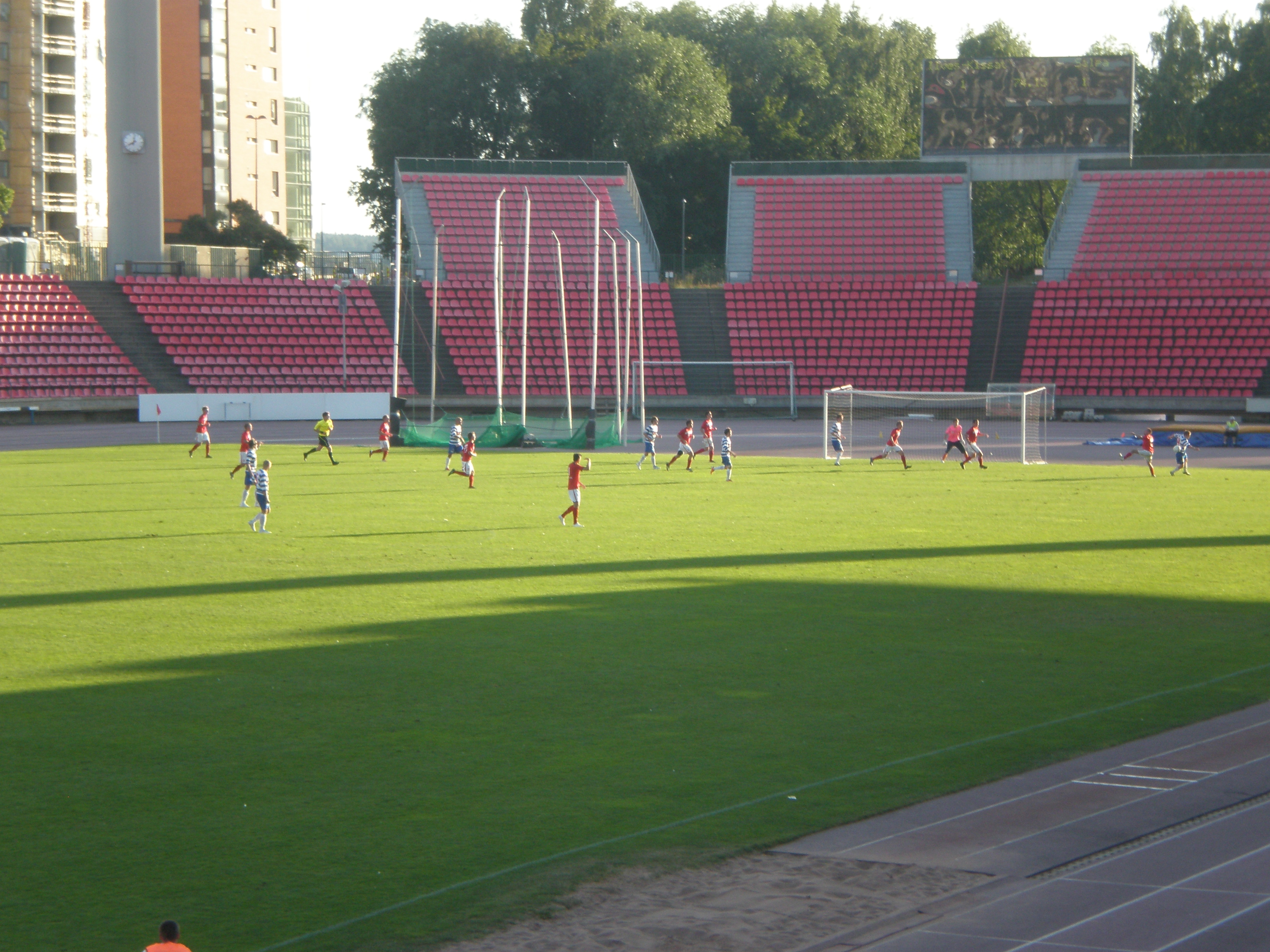
Ilves-Kissat jugando de local en el Estadio Ratina ante el Salón Palloilijat en agosto de 2011 por la Kakkonen.

El Ilves-Kissat es un equipo de fútbol de Finlandia que juega en la Kakkonen, la tercera división de fútbol en el país.

## Historia
Fue fundado en el año 1934 en la ciudad de Viipuri con el nombre Viipurin Ilves, pero con la Guerra de Invierno se vieron forzados a mudarse a la ciudad de Tampere en 1940, y en diciembre de 1944 cambia su nombre por el de Ilves-Kissat.
En 1948 juega por primera vez en la Primera División de Finlandia, de la cual sale campeón en 1950, siendo el primer club de la ciudad de Tampere en ganar el título nacional. En 1970 juegan su primer partido internacional, y fue ante el Sturm Graz de Austria en el Estadio Ratina, y fue una victoria con marcador de 4-2, pero el partido de vuelta en Austria lo perdieron 0-3 como parte de la desaparecida Copa de Ferias.
En 1974 el club se fusiona con el FC Ilves y el TPJ con lo que el Ilves-Kissat deja de existir a nivel mayor, pero contunuaban sus actividades dentro de las categorías menores.
En invierno de 2004 el club es refundado en la Kotonen, la sexta categoría de Finlandia, y para el año 2010 logra jugar en la Kakkonen. Un año después se convierte en un equipo filial del FC Haka, pero ese año descienden de categoría.

## Palmarés
- Veikkausliiga: 1

1950

## Participación en competiciones de la UEFA
| Temporada | Torneo         | Ronda | Club       | Casa | Visita | Global |
| --------- | -------------- | ----- | ---------- | ---- | ------ | ------ |
| 1970/71   | Copa de Ferias | 1     | Sturm Graz | 4-2  | 0-3    | 4-5    |

## Jugadores

### Jugadores destacados
- Tomi Mönkkönen
- Jukka Heinonen
- Jussi Ristimäki